# Liste der Monuments historiques in Vigneulles
Die Liste der Monuments historiques in Vigneulles führt die Monuments historiques in der französischen Gemeinde Vigneulles auf.

## Liste der Objekte
| Bezeichnung    | Beschreibung                                                                           | Standort                       | Kennzeichnung | Schutzstatus | Datum | Bild |
| -------------- | -------------------------------------------------------------------------------------- | ------------------------------ | ------------- | ------------ | ----- | ---- |
| Hauptaltar (1) | Altartisch; Holz, farbig gefasst und vergoldet, um 1760                                | in der Kirche St-Blaise (Lage) | PM54000980    | Classé       | 1979  |      |
| Hauptaltar (2) | Altaraufbau, Tabernakel, Retabel und drei Skulpturen; Holz, vergoldet, 18. Jahrhundert | in der Kirche St-Blaise (Lage) | PM54000979    | Classé       | 1978  |      |